# Бен-Хадад I
Бен-Хадад I (Бар-Адад) (*арам. בר הדד‎ д/н — бл. 860 до н. е.) — 3-й цар Арам-Дамаску в 890—860 роках до н. е. Ім'я перекладається як «Син Хадада». Згадується в Першій книзі царів і Книзі Хроніки як Венадад.

## Життєпис
Син царя Табріммона. Посів трон близько 890 року до н. е. Уклав союз з Ваасою, царем Ізраїлю, проти Юдейського царства. В обмін отримав значні кошти з ізраїльської царської скарбниці.
Бен-Хадад I захопив міста Аїн, Дан, Авел-Беф-Маах й Кіннероф. За цим зайняв землі племені Нефталіма, зруйнувавши місто Хацор. Тоді юдейський цар Аса зібрав все золото Єрусалимського храму і віддав його сирійському цареві в обмін на союз з сирійцями проти ізраїльтян. Бен-Хадад I виступив проти свого колишнього союзника, внаслідок чого Вааса кинув зведення потужної фортеці Рамла на кордоні з Юдеєю. Було сплюндровано північні землі Ізраїльського царства — область Галілеї.
Приєднання Бен-Хададом I до своїх володінь Північної Галілеї дозволила його встановити контроль над торговими шляхами між фінікійськими містами, Юдеєю і Єгипетом. Як важливий торговий партнер Тірав «Книзі пророка Єзекіїля».
У середині 870-х років до н. е. починають з'являтися перші ознаки ассирійської зазгрози, передвісником якої стало вторгнення до північних від Араму земель царя Ашшур-назір-апала II.
Близько 876 року до н. е. новий ізраїльський цар Омрі вирішив відвоювати північну Галілею. Для цього уклав союз з Юдейським царством. Проте Бен-Хадад I завдав цим суперникам нової поразки, внаслідок чого ізраїльський цар поступився Араму деякими містами, насамперед Рамотом в Галааді, і надати дамаським купцям місце для факторії в ізраїльській столиці — Самарії.
Помер близько 860 року до н. е. Йому спадкував син або онук Бен-Хадад II.